# Tillandsia 'Anwyl Ecstasy'
Tillandsia 'Anwyl Ecstasy' es un cultivar híbrido del género Tillandsia perteneciente a la familia Bromeliaceae.
Es un híbrido creado en el año 1993 con las especies Tillandsia mitlaensis × Tillandsia seleriana.